# Lichtenštejnská hymna
Hymna Lichtenštejnska je píseň Oben am jungen Rhein (česky Nad mladým Rýnem).
Její melodie je shodná s britskou státní hymnou God Save the King. Text vytvořil Jakob Josef Jauch v roce 1850. Současný název pochází z roku 1963, do té doby se nazývala Oben am deutschen Rhein (česky Nad německým Rýnem).

## Text a český překlad
| První sloka | První sloka |
| --- | --- |
| Oben am jungen Rhein Lehnet sich Liechtenstein An Alpenhöh'n. Dies liebe Heimatland, Das teure Vaterland, Hat Gottes weise Hand Für uns erseh'n.                  | Nad mladým Rýnem spočívá Lichtenštejnsko na alpských výšinách. Tuto milou vlast, drahou otčinu, Bůh moudrou rukou svou vybral nám.                             |
| Druhá sloka | |
| Hoch lebe Liechtenstein Blühend am jungen Rhein, Glücklich und treu. Hoch leb' der Fürst vom Land, Hoch unser Vaterland, Durch Bruderliebe Band Vereint und frei. | Nechť žije Lichtenštejnsko, vzkvétající na mladém Rýnu, šťastné a věrné! Ať žije kníže této země, ať žije naše vlast, díky bratrské lásce jednotná a svobodná! |